# 疑惑の影 (映画)

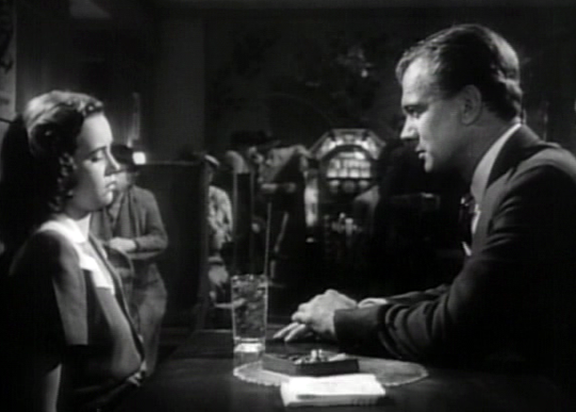
テレサ・ライト(左)とジョゼフ・コットン

『疑惑の影』（ぎわくのかげ、英語: Shadow of a Doubt）は、1943年のアメリカ合衆国のサスペンス映画。原作はゴードン・マクドネル、主演はテレサ・ライトとジョゼフ・コットン、監督はアルフレッド・ヒッチコック。1958年にハリー・ケラー監督作品『Step Down to Terror』としてリメイクされた。

## ストーリー
シャーロット・"チャーリー"・ニュートンは、カリフォルニア州サンタローザののどかな町に退屈している10代の女の子であった。ある日、彼女に素晴らしい知らせが舞い込む。母親の弟で彼女の名前の由来となった、チャールズ・オークリーが遊びに来るというのだ。彼が来ると、家族の誰もが、特に若いチャーリーは大喜びする。愛情の印として、チャーリー叔父は姪にエメラルドの指輪を贈る。しかし、彼女はその内側に他の人のイニシャルが刻まれていることに気づいてしまう。
それから間もなく、ニュートン家に政府の調査員と称する2人の男が現れる。彼らはニュートン家にインタビューをし、チャーリー叔父の写真を撮ろうとした。若いチャーリーは彼らが警察の潜入捜査官だと推測する。その内の1人である青年ジャック・グラハムは、美しい姪のチャーリーに好意を持ち、彼女の叔父が「メリー・ウィドウ殺人犯」である可能性のある2人の容疑者の内の1人であると説明し、協力を求めた。チャーリーは最初は信じようとしなかったが、彼が彼女に贈った指輪の内側に刻まれたイニシャルが、殺害された女性の1人のイニシャルと一致することを知る。
夕食中、チャーリー叔父は、金持ちの未亡人に対する憎しみを露わにする。チャーリーは怖くなって部屋から飛び出す。チャーリー叔父も後を追って、彼女を怪しげなバーに連れて行く。彼は自分が2人の殺人容疑者の内の1人であることを認め、チャーリーに助けを求めた。彼女は、弟のことが大好きな母親を絶望させる恐ろしい事態を避けるために彼がすぐに立ち去るなら、何も言わないことに渋々同意する。
もう1人の容疑者が警察に追われ、飛行機のプロペラに触れて死亡したというニュースが流れた。殺人犯はその男だったと認定され、チャーリー叔父は潔白となり喜ぶが、チャーリーは彼の秘密を全て知っている。その後すぐに、彼女は家の急な裏階段から転落するが、後でそれが故意に切られていたことに気づく。
チャーリー叔父は容疑が晴れた後、サンタローザに定住したいとの意向を示した。チャーリーは叔父に、街に住み着いたら殺すと言う。その夜遅く、チャーリー叔父は彼女をガレージに誘い込み、車のエンジンを始動させ、扉が開かないようにして、ガレージに排ガスが充満するようにする。たまたま家の前を通りかかった父の友人がチャーリーがガレージの扉を叩く音を聞いて彼女を救出する。
その後間も無く、チャーリー叔父は、裕福な未亡人であるポーター夫人と一緒にサンフランシスコに行くと皆に告げる。駅では、子供達がチャーリー叔父のコンパートメントを見たがって列車に乗り込む。叔父は列車が速度を上げた後、姪を列車から突き落とす計画だ。2人は揉合い、チャーリー叔父が対向列車の前に転落する。
チャーリー叔父は葬儀で町の人々から感傷的に惜しまれる。チャーリーは刑事に重要な情報を隠していたことを告白する。彼等はチャーリー叔父の犯罪を秘密にしておくことに決める。

## キャスト
| 役名                     | 俳優                       | 日本語吹き替え                                                            | 日本語吹き替え | 日本語吹き替え                         |
| 役名                     | 俳優                       | テレビ朝日版                                                              | BD版           | PDDVD版                                |
| ------------------------ | -------------------------- | ------------------------------------------------------------------------- | -------------- | -------------------------------------- |
| "チャーリー"・ニュートン | テレサ・ライト             | 鈴木弘子                                                                  | 小島幸子       | 藤田瑞希                               |
| チャールズ・オークリー   | ジョゼフ・コットン         | 中田浩二                                                                  | 堀内賢雄       | 乃村健次                               |
| ジャック・グラハム       | マクドナルド・ケリー       | 伊武雅之                                                                  | 阪口周平       | 大塚智則                               |
| エマ・ニュートン         | パトリシア・コリンジ       | 水城蘭子                                                                  | 野村須磨子     | 中川和恵                               |
| ジョセフ・ニュートン     | ヘンリー・トラヴァース     | 西村淳二                                                                  | 田原アルノ     | 久保晶                                 |
| ソーンダース             | ウォーレス・フォード       | 村松康雄                                                                  | 新田英人       | 矢嶋俊作                               |
| ハーブ                   | ヒューム・クローニン       | 城山知馨夫                                                                | 長谷川俊介     | 田坂浩樹                               |
| ロジャー                 | チャールズ・ベイツ         | 鈴木一輝                                                                  |                | 鈴木貴征                               |
| アン                     | エドナ・メイ・ウォナコット | 渕崎ゆり子                                                                |                | さわやまゆか                           |
| 不明 その他              |                            | 竹口安芸子 川浪葉子 小林由利 向殿あさみ 中島喜美栄 緑川稔 増岡弘 藤城裕士 |                | 西崎果音 田中結子 伴藤武 萩柚月 東和良 |
| 日本語版スタッフ         |                            |                                                                           |                |                                        |
| 演出                     | 演出                       | 中野寛次                                                                  |                | 大谷康之                               |
| 翻訳                     | 翻訳                       | 飯嶋永昭                                                                  |                | 塩崎裕久                               |
| 効果                     | 効果                       | 東上別符精／サウンドハーモニー                                            |                |                                        |
| 調整                     | 調整                       | 山田太平                                                                  |                | 堀井義文                               |
| 録音                     | 録音                       |                                                                           |                | 山口護                                 |
| 音響制作                 | 音響制作                   |                                                                           |                | 小川高松／恵比須弘和                   |
| 制作担当                 | 制作担当                   |                                                                           |                | 今泉佳世子／椿祐                       |
| 制作                     | 制作                       | 東北新社                                                                  |                |                                        |
| 解説                     | 解説                       | 淀川長治                                                                  |                |                                        |
| 初回放送                 | 初回放送                   | 1981年4月26日 『日曜洋画劇場』                                            |                |                                        |

- BD版：2012年11月2日にジェネオン・ユニバーサルから発売の「ヒッチコック・ブルーレイ・プレミアム・コレクション」に収録。
- PDDVD版：高砂商事などから発売のDVDに収録。

## 主な受賞歴
第16回アカデミー賞原案賞（ゴードン・マクドネル）ノミネート